# Ärnu jõgi
Ärnu jõgi är ett vattendrag i Estland.   Det ligger i landskapet Valgamaa, i den södra delen av landet, 200 km söder om huvudstaden Tallinn.